# Cảng Melilla
Cảng Melilla là cảng vận chuyển hàng hóa, đánh cá, hành khách và bến du thuyền nằm ở Melilla, một thành phố tự trị của Tây Ban Nha ngoài khơi bờ biển Bắc Phi.

## Lịch sử

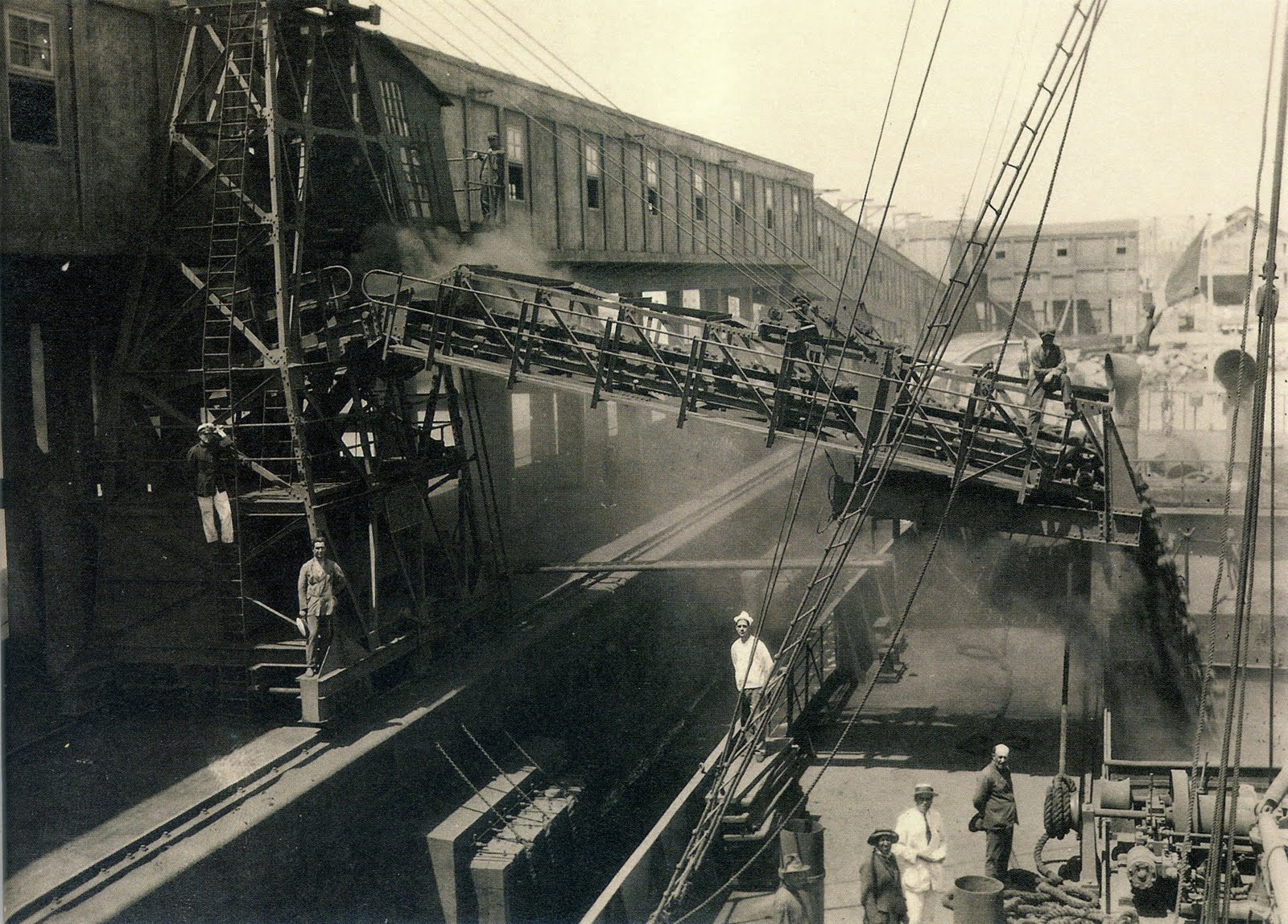
Đang bốc sắt tại cảng Melilla

Một cảng đã tồn tại ở Phoenician và Punic Russadir tiếp tục hoạt động dưới sự cai trị của La Mã sau sự sụp đổ của Carthage. Trong suốt  Thời Trung cổ cảng có lẽ đã đóng một phần trong việc trao đổi vàng, ngà voi, nô lệ và ngũ cốc được nhập khẩu bởi Caliphate of Córdoba để đổi lấy nước hoa, da, lụa và vải.
Trong thời gian của Chính quyền bảo hộ của Tây Ban Nha ở Ma-rốc, quặng sắt khai thác từ vùng nội địa đã được Compañía Española de Minas del Rif (CEMR) chất lên cảng Melilla.

## Mô tả

Bản đồ cảng

Nó được quản lý bởi chính quyền cảng cùng tên. Nó cạnh tranh với cảng Beni Ansar lân cận (Nador ). Đến năm 2008, cảng đã vận chuyển khoảng 830.000 tấn hàng hóa và 511.000 hành khách.
Cảng có kết nối phà với Málaga, Motril và Almería.

## Công ty vận chuyển và điểm đến
| Málaga  | Cảng Málaga  | Trasmediterranea/ Baleària |
| Almería | Cảng Almeria | Trasmediterranea/ Baleària |
| Motril  | Cảng Motril  | Balearia                   |

## Thống kê
Số lượng hành khách, hành khách thương mại và hành trình kể từ năm 2010:
|                     | Hành khách | Tàu tuần dương | Hàng hóa (tấn) |
| ------------------- | ---------- | -------------- | -------------- |
| 2010                | 633.044    | 0              | 702.752        |
| 2011                | 642.733    | 0              | 865,905        |
| 2012                | 810.883    | 0              | 835.770        |
| 2013                | 783.930    | 0              | 764.410        |
| 2014                | 772.124    | 254            | 836.482        |
| 2015                | 844.260    | 1.352          | 935.129        |
| 2016                | 889.348    | 1.224          | 1.059.469      |
| 2017                | 833.033    | 0              | 934.966        |
| 2018                | 828,659    | 368            | 827,812        |
| 2019                | 842.983    | 631            | 834,568        |
| 2020                | 234,536    | 0              | 632.150        |
| 2021                | 265,903    | 1.374          | 993.622        |
| 2022                | 641.263    | 5,025          | 566,365        |
| Nguồn: Cảng Melilla |            |                |                |